# Тарханян, Артур Артаваздович
Артур Артаваздович Тарханян (арм. Արթուր Արտավազդի Թարխանյան; 23 февраля 1932, Гюмри — 6 апреля 2006, Ереван) — советский и армянский архитектор. Народный архитектор Армянской ССР (1987).

## Биография
Артур Тарханян — является одним из выдающихся зодчих Армении, внесших большой вклад в современную армянскую архитектуру. Он был счастливым архитектором: прошёл сложный творческий путь, был любим, стал учителем не одного поколения архитекторов. Ему довелось воплотить свои идеи, увидеть свои произведения осуществленными, и он мог ими гордиться. Ещё студентом Артур Тарханян был привлечен академиком Самвелом Сафаряном к творческой разработке проекта главного корпуса здания Академии наук Армянской ССР. Затем уже под эгидой института «Армгоспроект», куда он поступил на работу, Артур Артаваздович стал победителем нескольких республиканских и международных архитектурных конкурсов, затем долгие годы руководил мастерской типового проектирования. Творчество своё он совмещал с преподавательской деятельностью, долгие годы руководя дипломными проектами выпускников архитектурного факультета ЕрАСИ. В середине 1980-х годов он занял руководящую должность заместителя председателя Госстроя Армении, где ему наряду с решением насущных градостроительных проблем довелось также руководить государственной комиссией по организации помощи жертвам чернобыльской катастрофы. После поездок в Чернобыль у Артура Тарханяна ухудшилось здоровье. В 1987 году он перенес тяжелый инсульт, после которого фактически перестал заниматься проектной деятельностью.
В 2007 году архитектурный факультет ЕрАСИ учредил премию им. А. Тарханяна лучшим студентам-архитекторам.

## Работы
- Жилой дом Академии наук в Ереване, 1957. Соавтор: С. Хачикян.
- Проект нового города Абовяна, 1960. Соавторы: С. Хачикян, Г. Погосян, Л. Черкезян.
- Кинотеатр «Россия» (позднее «Айрарат») в Ереване, 1964. Соавторы: С. Хачикян, Г. Погосян.
- Мемориальный комплекс Цицернакаберд, посвящённый жертвам Геноцида армян 1915 года, 1967. Соавтор: С. Калашян.
- Аэропорт Звартноц, 1980. Соавторы: С. Хачикян, Л. Черкезян, Ж. Шехлян, А.Тигранян, А. Месчян.
- Дом молодёжи в Ереване, 1981 (снесен в 2006 году) Соавторы: Г. Погосян, С. Хачикян, М. Закарян.
- Спортивно-концертный комплекс имени Карена Демирчяна, 1983. Соавторы: С. Хачикян, Г. Погосян, Г. Мушегян.
- Памятник Мартиросу Сарьяну в Ереване, 1986. Скульптор: Левон Токмаджян.
- Проект застройки микрорайона Эребуни-3 в Ереване.
- Ереванский квартал нового города Славутич, 1986—1987. Соавторы: Л. Хачатрян, С. Лазарян, Л. Саркисян и др.

## Награды
- Заслуженный архитектор Армянской ССР (1972).
- Народный архитектор Армянской ССР (01.10.1987).
- Орден «Знак Почёта».
- Медаль Анании Ширакаци (2000).
- Государственная премия СССР (1987) — за архитектуру Спортивно-концертного комплекса в Ереване.
- Государственная премия Армянской ССР (1985) — за архитектуру аэропорта «Звартноц» в Ереване.
- Премия Ленинского комсомола (1981) — за архитектуру Дома молодёжи в Ереване.
- Премия Совета Министров СССР (1979) — за архитектуру Кинотеатр «Россия» в Ереване.
- Золотая медаль ВДНХ СССР.
- Почетная грамота Президиума Верховного Совета Армянской ССР (1987).
- Золотая медаль имени Таманяна (2006).
- Лауреат Всесоюзных смотров творчества молодых архитекторов (1962, 1968).
- Лауреат Всесоюзного смотра достижений советской архитектуры за 1973—1977 годы.
- Лауреат Всесоюзного смотра «Лучшая постройка года» (1982).
- Лауреат Всесоюзного смотра «Лучшее произведение года» (1985).

## Галерея
- Мемориальный комплекс Цицернакаберд
- Мемориальный комплекс Цицернакаберд
- Дом молодёжи в Ереване (снесен)
- Спортивно-концертный комплекс имени Карена Демирчяна